# Funny How Sweet Co-Co Can Be
Funny How Sweet Co-Co Can Be es el álbum debut de la banda de glam rock británica Sweet, lanzado en noviembre de 1971 por RCA Records en el Reino Unido. Ese mismo año fue publicado en Alemania Occidental (también por RCA) con una cubierta totalmente diferente, y una canción adicional. Esta canción (llamada «Done Me Wrong All Right») fue incluida hasta 1991 en una reedición en CD lanzada por BMG Music. También el primer bonus track en la reedición en CD editada el 24 de enero de 2005, alcanzando el número 1 en Finlandia.
El álbum se caracteriza por su decidido estilo bubblegum pop de los primeros años de la banda, con canciones compuestas esencialmente por el dúo de Nicky Chinn y Mike Chapman. Originalmente, presentaba sólo una composición propia «Honeysuckle Love», así como una versión de un éxito de The Supremes, «Reflections».

## Lista de canciones
Todas las canciones compuestas por  Mike Chapman y Nicky Chinn excepto donde se indica:
1. «Co-Co» – 3:14
2. «Chop Chop» –  3:00
3. «Reflections» (Brian Holland, Lamont Dozier, Edward Holland, Jr.) – 2:52
4. «Honeysuckle Love» (Brian Connolly, Steve Priest, Andy Scott, Mick Tucker) – 2:55
5. «Santa Monica Sunshine» – 3:20
6. «Daydream» (John Sebastian) – 3:13
7. «Funny Funny» – 2:46
8. «Tom Tom Turnaround» – 4:07
9. «Jeanie» (Connolly, Priest, Scott, Tucker) – 2:58
10. «Sunny Sleeps Late» – 2:58
11. «Spotlight» (Connolly, Priest, Scott, Tucker) – 2:47
12. «Done Me Wrong All Right» (Connolly, Priest, Scott, Tucker) – 2:57 (faltando en algunas ediciones originales - bonus track en todas las ediciones en CD del álbum)

### Pistas adicionales en lanzamiento de 2005
1. «Be With You Soon» (out-take) (Scott) – 3:34
2. «You're Not Wrong for Loving Me» (sencillo lado B) (Connolly, Priest, Scott, Tucker) – 2:44
3. «Alexander Graham Bell» (sencillo lado A) – 2:53
4. «Poppa Joe» (sencillo lado A) – 3:07
5. «Little Willy» (sencillo lado A) – 3:10
6. «Man From Mecca» (sencillo lado B) (Connolly, Priest, Scott, Tucker) – 2:45
7. «Wig-Wam Bam» (sencillo lado A) – 3:01
8. «New York Connection» (sencillo lado B) (Connolly, Priest, Scott, Tucker) –  4:01
9. «Paperback Writer» (sencillo japonés lado A, respaldado por «Chop Chop») (John Lennon, Paul McCartney) – 2:18 (no incluido en la reedición de 2015)
10. «Lucille» / Great Balls of Fire" (sesión de la BBC) (Albert Collins, Little Richard / Otis Blackwell, Jack Hammer) – 2:47 (no incluido en la reedición de 2015)

### Disco 2 lanzamiento de 2015
1. Slow Motion
2. It's Lonely Out There
3. Lollipop Man
4. Time
5. All You'll Ever Get From Me
6. The Juicer
7. Get On The Line
8. Mr. McGallagher

## Personal
- Brian Connolly -  voz principal (excepto donde se indica).
- Steve Priest - bajo (exceptuando 1, 7, 15, 16, 17), voz principal (canción 2) y coros.
- Andy Scott - guitarra eléctrica (exceptuando 1, 7, 15, 16, 17), voz principal (canción 13) y coros.
- Mick Tucker - batería (exceptuando 1, 7, 15, 16, 17) y coros.

Personal adicional
- John Roberts - bajo (canciones 1, 7, 15, 16, 17).
- Phil Wainman - bajo, percusiones (canciones 1, 7, 15, 16, 17) y producción.
- Pip Williams - guitarra (canciones 1, 7, 15, 16, 17), y arreglos (canción 3).